# 매독균
매독균(梅毒菌, 영어: Treponema pallidum, T.P.)은 성병의 일종인 매독을 유발하는 균이다. 인간에게만 전염된다. 일반적으로 길이가 6–15 μm이고, 폭이 0.1–0.2 μm인 나선 코일형 미생물이다. 매독균의 대사에 에너지가 많이 소모되어 숙주인 사람의 대사 활동이 최소화 된다. 매독균은 세포질 및 외부막을 가지고 있다. 광 현미경을 사용하여 암시 야조명(어두운 부분을 밝게 비추는 조명)을 사용하여 볼 수 있다. 매독균은 3가지 아종으로 구성되고, 각각은 뚜렷한 질병을 가지고 있다.

## 매독균의 아종
알려진 매독균의 아종은 다음 세가지이다.
- T.P. pallidum - 매독을 일으키는 병균
- T.P. endemicum - 풍토성 매독(베젤)을 일으키는 병균
- T.P. pertenue - 매종(요스)을 일으키는 병균

매종, 풍토성 매독, 매독을 일으키는 3가지 아종은 형태학적으로, 그리고 혈청학적으로 구별할 수 없다. 이 박테리아는 원래 다른 종으로 분류되었지만, DNA 혼성화 분석에 따르면, 동일한 종으로 판명되었다. 아종인 T.P. endemicum과 T.P. pertenue의 질병은 성병이 아닌 것으로 간주된다. 숙주에 잘 침투하는 순으로 배열하면, T. P. pallidum이 가장 잘하고, 그 다음은 T.P. endemicum이며, T. p. carateum은 침투를 잘 하지 못하는 편이다.

## 매독균 감염 특징
중추 신경계를 침범하는 신경매독의 경우 증상이 없거나, 뇌막 자극 증상, 뇌혈관 증상 등이 발생할 수 있다.
- 1기 매독: 세균의 침범부위에 발생하는 무통성 궤양
- 2기 매독: 피부 발진, 점막의 병적인 변화
- 3기 혹은 후발 매독: 다양한 내부 장기 침범. 눈, 심장, 대혈관, 뼈, 관절 등
- 신경매독: 뇌막 자극, 뇌혈관 침범

## 매독균 전파경로
매독균의 가장 중요한 전파 경로는 성접촉이다. 1기 또는 2기 매독 환자와 성접촉시 약 50%가 감염이 될 수 있다. 그 외에 매독 환자인 엄마에서 태어난 어린이나 혈액을 통한 감염이 매독 전파의 경로로 알려져 있다.

## 치료
매독의 어느 단계에 해당하는지에 따라 결정된다.
- 1기, 2기, 그리고 초기 잠복의 경우 페니실린 근육주사를 한 번 맞는 것으로 치료할 수 있다.
- 후기 잠복 매독인 경우 중추신경계 침범이 없다면 일주일에 한 번씩 페니실린을 주사하는 치료법을 3주 동안 시행한다.
- 신경 매독의 경우에는 수용성 페니실린을 정맥으로 주사하는 치료법을 10~14일간 시행한다. 환자가 페니실린에 의한 과민 반응이 있는 경우에는 적절한 대체 요법을 사용한다.